# Brombacher Tal
Das Brombacher Tal ist ein vom Regierungspräsidium Karlsruhe am 28. Mai 2015 durch Verordnung ausgewiesenes Naturschutzgebiet auf dem Gebiet der Gemeinde Eberbach im Rhein-Neckar-Kreis in Baden-Württemberg.

## Lage
Das Naturschutzgebiet Brombacher Tal südöstlich des Ortsteils Brombach entlang des gleichnamigen Bachs und der Kreisstraße 4117 bis zur hessischen Grenze.

## Landschaftscharakter
Das Gebiet ist ein schmales, halboffenes Wiesental zwischen den bewaldeten Talhängen Sommerhelle im Norden und Buchhelle im Süden. Der Talgrund zeichnet sich durch ein Mosaik aus Grünlandflächen und Gehölzbeständen aus.

## Schutzzweck
Schutzzweck ist laut Schutzgebietsverordnung „die Erhaltung, Sicherung und Entwicklung eines naturraumtypischen Wiesentals des Odenwaldes mit natürlichem Bachlauf sowie Wiesen, Hochstaudenfluren, Baumgruppen, Feldgehölzen und Gebüschen; der mageren und artenreichen Wiesen einschließlich Nasswiesen und Trockenrasen, der Baumgruppen, Hecken, Feldgehölze, Gebüsche und standortheimischen Wälder, jeweils als landschaftsprägende Einzelbildungen und als Lebensräume der vorkommenden Populationen teilweise speziell angepasster, seltener und landesweit bestandsgefährdeter Tierarten.“ Darüber hinaus sollen auch die im Gebiet vorkommenden Lebensraumtypen aus Anhang I der FFH-Richtlinie, insbesondere der Lebensraumtypen und die im Gebiet vorkommenden Populationen der Arten aus Anhang II der FFH-Richtlinie erhalten, und entwickelt werden.

## Flora und Fauna
Im Gebiet kommt unter anderem  die Bechsteinfledermaus (Myotis bechsteinii), das Große Mausohr (Myotis myotis), die Äskulapnatter (Zamenis longissima), die Zauneidechse (Lacerta agilis), die Spanische Flagge (Euplagia quadripunctata) sowie der Helle und der Dunkle Wiesenknopf-Ameisenbläuling (Maculinea teleius und M. nausithous) vor.

## Zusammenhängende Schutzgebiete
Das Naturschutzgebiet liegt eingebettet in das Landschaftsschutzgebiet Odenwald und das FFH-Gebiet Odenwald Brombachtal im Naturpark Neckartal-Odenwald. auf hessischer Seite schließt das FFH-Gebiet Odenwald bei Hirschhorn an.